# Albert d'Àustria (duc de Teschen)
Albert d'Àustria (Viena, 3 d'agost de 1817 - Arco, 18 de febrer de 1895) va ser arxiduc d'Àustria i duc de Teschen. Es va distingir com a militar durant la sufocació la revolució de 1848 a Itàlia i la Guerra Austroprussiana (1866). Després de la derrota contra Prússia, va implantar reformes que van modernitzar l'exèrcit austríac.

## Orígens
Va ser el més gran dels fills de l'arxiduc Carles Lluís d'Àustria, germà menor de l'emperador Francesc I d'Àustria, i de la princesa Enriqueta de Nassau-Weilburg. Albert era net per línia paterna de l'emperador Leopold II, emperador romanogermànic i de la infanta Maria Lluïsa d'Espanya; mentre que per via materna ho era del duc Frederic Guillem de Nassau-Weilburg i de l'aristòcrata alemanya Luise von Kirchberg 

## Carrera militar
Va entrar a l'exèrcit austríac el 1837. Es va formar amb el mariscal de camp Joseph Radetzky i va lluitar sota el seu comandament durant la campanya de 1848-1849 a Itàlia, durant la sufocació de la revolució i va destacar com a comandant de la divisió de cavalleria, distingint-se a la batalla de Novara, el 1849.
Entre 1851 i 1863 va ser governador-general d'Hongria. Amb l'esclat de la Guerra Austroprussiana, va estar present al front italià i el 1866 va dirigir l'exèrcit austríac que va derrotar els italians a la batalla de Custoza, prop de Venècia. La derrota del general Benedek a la batalla de Sadowa el mateix any, va fer que la seva victòria no tingués ressò, tot i que sí li que li va permetre retirar tropes i destinar-les a la protecció de la ciutat de Viena, amenaçada pels prussians arran de la derrota a Sadowa. Va ser nomenat comandant en cap de totes l'exèrcit el 10 de juliol, però no va internvenir per la signatura del tractat de pau.
Acabada la guerra, Albert va dedicar-se a la reforma de l'exèrcit austríac, del qual va ser inspector general el 1869. Amb les lliçons apreses de Prússia, va concentrar-se en el desenvolupament d'indústries i del ferrocarril, la creació d'un sistema de reclutament de curta durada per engrossir la mida de les forces armades, i la introducció i millora d'armes i el sistema de funcionament de l'estat major. Els seus esforços van permetre modernitzar l'exèrcit, que va permetre mantenir a l'imperi austrohongarès la seva integritat la darrera meitat de segle xix.
Esdevingué mariscal de camp l'any 1888.

## Matrimoni
Va contraure matrimoni l'1 de maig de 1844 a Múnic amb la princesa Hildegard de Baviera, filla del rei Lluís I de Baviera i de la princesa Teresa de Saxònia-Hildburghausen.
Van tenir tres fills:
- Maria Teresa d'Àustria, nada a Viena el 1845 i morta a Tübingen el 1927. El 1865 contragué matrimoni a Viena amb el duc Felip de Württemberg.
- Carles Albert d'Àustria, nat a Viena el 1847 i mort el 1848.
- Matilde d'Àustria, nada a Viena el 1849 i morta a Viena el 1867.

Albert va quedar vidu el 1864.